# Jože Avšič
Jože Avšič, slovenski politik in ekonomist, * 20. februar 1949, Brežice, † 30. november 2008.

## Življenjepis
Leta 1996 je bil izvoljen v 2. državni zbor Republike Slovenije; v tem mandatu je bil član naslednjih delovnih teles:
- Odbor za infrastrukturo in okolje (od 16. januarja 1997) in
- Odbor za notranjo politiko in pravosodje (od 16. januarja 1997).